# Gadetøsen
Gadetøsen er en amerikansk stumfilm fra 1919 af Sidney Franklin.

## Medvirkende
- Mary Pickford som Amy Burke
- Ralph Lewis som Alexander Guthrie
- Kenneth Harlan som William Turner
- T. D. Crittenden som John Burke
- Aggie Herring som Nora